# Ipomoea halierca
Ipomoea halierca là một loài thực vật có hoa trong họ Bìm bìm. Loài này được I.M. Johnst. mô tả khoa học đầu tiên.